# Senecio viminalis
Senecio viminalis là một loài thực vật có hoa trong họ Cúc. Loài này được Bremek. miêu tả khoa học đầu tiên.